# Abietan
Abietanul este un compus organic diterpenic, fiind nucleul de bază pentru unii compuși organici de origine naturală, precum: acidul abietic, acidul carnozic și ferruginolul.